# Thác Bạt Thiệu
Thác Bạt Thiệu (chữ Hán: 拓跋紹, 393 - 409), tên Tiên Ti là Thụ Lạc Bạt (受洛拔), là hoàng tử thứ hai của Bắc Ngụy Đạo Vũ Đế, vua đầu tiên của nhà Bắc Ngụy trong lịch sử Trung Quốc.

## Tiểu sử
Mẫu thân của Thác Bạt Thiệu là Hạ Lan phu nhân, nguyên là em gái của Hiến Minh hoàng hậu, mẹ của Đạo Vũ Đế. Khi Đạo Vũ Đế đến thăm bộ tộc Hạ Lan, gặp được Hạ Lan phu nhân, vốn đã có chồng thì say mê vì sắc đẹp, muốn cưới làm vợ, nhưng bị Hiến Minh phản đối. Đạo Vũ Đế bèn giết chồng của Hạ Lan phu nhân rồi cưới bà vào cung. Năm 393, Hạ Lan phu nhân hạ sinh Thác Bạt Thiệu.
Năm Thiên Hưng thứ 6 (403), Thạc Bạt Thiệu được 11 tuổi, được phong tước vị Thanh Hà vương. Bản tính ông vốn hung bạo, không chịu tuân theo giáo hóa, thích giả thành thường dân ra đường, bắt một số người đi đường làm trò tiêu khiển bằng cách lột bỏ quần áo. Đạo Vũ Đế biết chuyện rất giận, bèn treo ngược ông vào giếng cho đến gần chết mới thả ra. Do đó giữa hai người phát sinh mâu thuẫn.
Năm 409, Hạ Lan phu nhân bị thất sủng và bị Đạo Vũ Đế bắt giam trong cung cấm, định đem giết đi. Tuy nhiên sau đó Đạo Vũ Đế lại do dự. Hạ thị bèn viết thư cho Thác Bạt Thiệu nhờ cứu giúp mình. Thác Bạt Thiệu nghe chuyện, bèn tập hợp lực lượng gồm vài kẻ thân tín và một số hoạn quan vào cung giết cha. Đạo Vũ Đế hết sức bất ngờ, chuẩn bị cầm đao ra đánh nhưng chưa kịp, bị chém một nhát và chết.
Cùng hôm đó, Thác Bạt Thiệu tạo chiếu thư giả, gọi trăm quan đến Tây Môn, định tự mình lên ngôi hoàng đế. Trước việc bất giờ làm các quan hết sức kinh ngạc, duy có Nam Bình công Trưởng Tôn Tung hô to: Tòng vương. Quần thần cũng hoảng sợ, không ai dám hỏi tới việc hoàng đế băng hà, chỉ có Âm Bình công Thác Bạt Liệt khóc rồi bỏ đi.
Nghe tin Đạo Vũ Đế chết, các bộ tộc Hạ Lan, Dư Cựu đem quân đến định tấn công Bắc Ngụy. Cũng trong lúc đó, thái tử Thác Bạt Tự, đang bị trục xuất đến Bành Thành, nghe tin hoàng cung có biến, bèn tập hợp lực lượng đánh dẹp, được nhiều người hưởng ứng. Quân của Thác Bạt Tự tiến vào thành tây, có vệ sĩ bắt Thác Bạt Thiệu đem nộp cho Thác Bạt Tự. Thiệu cùng Hạ Lan phu nhân cùng hơn 10 người hưởng ứng ông trong ngày giết Đạo Vũ Đế đều bị chém chết. Năm đó ông 16 tuổi.
Thác Bạt Tự lên ngôi vua, tức là Bắc Ngụy Minh Nguyên Đế.